# Wushu en los Juegos Mundiales de 2022
El Wushu en los Juegos Mundiales de 2022 es uno de los deportes que forman parte de los Juegos Mundiales de 2022 celebrados en Birmingham, Alabama durante el mes de julio de 2022, y se llevó a cabo en el Bill Battle Coliseum. Está considerado a ser deporte oficial de los Juegos Mundiales para la edición de 2025.

## Participantes
- Argentina (1)
- Brasil (2)
- Brunéi (2)
- China (4)
- Canadá (4)
- Egipto (1)
- Francia (3)
- Reino Unido (1)
- Hong Kong (4)
- Indonesia (4)
- India (1)
- Irán (4)
- Italia (1)
- Corea del Sur (4)
- México (2)
- Nepal (2)
- Senegal (1)
- Singapur (4)
- Tailandia (1)
- República de China (4)
- Ucrania (3)
- Estados Unidos (4)
- Uzbekistán (1)
- Vietnam (3)

## Resultados

### Masculino
| Evento                | Oro                  | Plata               | Bronce           |
| --------------------- | -------------------- | ------------------- | ---------------- |
| Changquan             | Edgar Xavier Marvelo | Lee Ha-sung         | Roman Reva       |
| Daoshu / Gunshu       | Wu Zhaohua           | Jowen Lim           | Loan Drouard     |
| Jianshu / Qiangshu    | Brian Wang           | Barbarisi Alfonso   | Jason Chen-Leung |
| Nanquan / Nangun      | Liu Zhongxin         | Harris Horatius     | Lai Po-Wei       |
| Taijiquan / Taijijian | Yu Won-Hee           | Hosea Wong Zheng Yu | Yeung Chung Hei  |

### Femenino
| Evento                | Oro           | Plata              | Bronce            |
| --------------------- | ------------- | ------------------ | ----------------- |
| Changquan             | Lai Xiaoxiao  | Nandhira Mauriskha | Michele Santos    |
| Daoshu / Gunshu       | Mia Tian      | Alina Krysko       | Michelle Yeung    |
| Jianshu / Qiangshu    | Dương Thúy Vi | Winnie Cai         | Seo Hee-ju        |
| Nanquan / Nandao      | Zhang Yaling  | Darya Latisheva    | Lee Wing Yung     |
| Taijiquan / Taijijian | Basma Lachkar | Liu Pei-Hsun       | Vera Tan Yan Ning |

## Medallero
| Rank                | País                | Oro | Plata | Bronce | Total |
| ------------------- | ------------------- | --- | ----- | ------ | ----- |
| 1                   | China               | 4   | 0     | 0      | 4     |
| 2                   | Estados Unidos      | 2   | 0     | 0      | 2     |
| 3                   | Indonesia           | 1   | 2     | 0      | 3     |
| 4                   | Corea del Sur       | 1   | 1     | 1      | 3     |
| 5                   | Brunéi              | 1   | 1     | 0      | 2     |
| 6                   | Vietnam             | 1   | 0     | 0      | 1     |
| 7                   | Canadá              | 0   | 1     | 1      | 2     |
| 7                   | China Taipéi        | 0   | 1     | 1      | 2     |
| 7                   | Singapur            | 0   | 1     | 1      | 2     |
| 7                   | Ucrania             | 0   | 1     | 1      | 2     |
| 11                  | Italia              | 0   | 1     | 0      | 1     |
| 11                  | Uzbekistán          | 0   | 1     | 0      | 1     |
| 13                  | Hong Kong           | 0   | 0     | 3      | 3     |
| 14                  | Brasil              | 0   | 0     | 1      | 1     |
| 14                  | Francia             | 0   | 0     | 1      | 1     |
| Totales (15 países) | Totales (15 países) | 10  | 10    | 10     | 30    |